# Microrégion du Seridó occidental de Paraíba
La microrégion du Seridó occidental de Paraíba est l'une des quatre microrégions qui subdivisent la Borborema de l'État de Paraíba au Brésil.
Elle comporte 6 municipalités qui regroupaient 37 163 habitants en 2006 pour une superficie totale de 1 738 km².

## Municipalités
- Junco do Seridó
- Salgadinho
- Santa Luzia
- São José do Sabugi
- São Mamede
- Várzea